# Divinópolis de Goiás
| \| Divinópolis de Goiás \|                                   |
| Lage der Ortschaft Davinópolis de Goiás im Bundesstaat Goiás |
| Divinópolis de Goiás                                         |

| Divinópolis de Goiás |

Divinópolis de Goiás ist eine im Mittelwesten (Região Central-Oeste) von Brasilien liegende politische Gemeinde im Bundesstaat Goiás in der Mesoregion Ost-Goiás und in der Mikroregion Vão do Paranã. Sie liegt nordnordwestlich der brasilianischen Hauptstadt Brasília und nordwestlich von Goiânia, der Hauptstadt des Bundesstaates.

Im Gemeindegebiet befindet sich auch die Ortschaften Mangabeiras, São Pedro, Porteira und Vazante.

## Geographische Lage
Divinópolis de Goiás liegt im zentralbrasilianischen Bergland auf 620 Metern und grenzt
- von Nord bis Süd an São Domingos
- im Westen an Monte Alegre de Goiás

Hydrografisch entwässert die Gemeinde über die auf dem Gemeindegebiet entspringenden Quellgewässer Rio Manso und seinem rechten Zufluss Riacho Seco via den Rio Paranã in das Rio Tocantins-Becken.